# Caribbean Queen (No More Love on the Run)
Caribbean Queen (No More Love on the Run) ist ein Lied von Billy Ocean, das 1984 als erste Single aus dem Album Suddenly ausgekoppelt wurde. Das von Ocean und Keith Diamond komponierte und von Diamond produzierte Stück zählt zu Oceans erfolgreichsten Songs und hielt sich mehrere Wochen lang in den internationalen Charts.

## Geschichte
Caribbean Queen erschien am 12. Juli 1984 auf dem Album Suddenly und wurde von der Karibik aus schnell zu einem Nummer-eins-Hit in den Vereinigten Staaten, Kanada und Neuseeland. Der Titel wurde als erste Single des Albums ausgekoppelt. Auf der B-Seite befindet sich eine Instrumentalversion des Songs.
Die große Ähnlichkeit zum im Vorjahr als Single veröffentlichtem Billie Jean von Michael Jackson ist vielfach festgestellt worden.
Das Lied erschien auf dem afrikanischen Kontinent ebenfalls als African Queen und in Europa unter dem Titel European Queen. In Großbritannien erschien der Song sowohl unter dem Originaltitel als auch als European Queen. Erfolgreicher war er jedoch als Caribbean Queen.
Mit dem Stück gewann Ocean 1985 den Grammy in der Kategorie „Beste R&B-Darbietung eines Sängers“ (Best Male R&B Vocal Performance). Das Video zum Song drehte Ocean 1985. Im gleichen Jahr sang er den Titel beim Live-Aid-Konzert im John F. Kennedy Stadium in Philadelphia.

## Kommerzieller Erfolg

### Chartplatzierungen
Caribbean Queen
| ChartsChartplatzierungen       | Höchstplatzierung | Wochen |
| ------------------------------ | ----------------- | ------ |
| Vereinigte Staaten (Billboard) | 1 (26 Wo.)        | 26     |
| Vereinigtes Königreich (OCC)   | 6 (15 Wo.)        | 15     |

| ChartsJahrescharts (1984)      | Platzierung |
| ------------------------------ | ----------- |
| Vereinigte Staaten (Billboard) | 51          |

European Queen
| ChartsChartplatzierungen     | Höchstplatzierung | Wochen |
| ---------------------------- | ----------------- | ------ |
| Deutschland (GfK)            | 2 (14 Wo.)        | 14     |
| Österreich (Ö3)              | 20 (6 Wo.)        | 6      |
| Schweiz (IFPI)               | 3 (11 Wo.)        | 11     |
| Vereinigtes Königreich (OCC) | 82 (3 Wo.)        | 3      |

| ChartsJahrescharts (1985) | Platzierung |
| ------------------------- | ----------- |
| Deutschland (GfK)         | 51          |

### Auszeichnungen für Musikverkäufe
Caribbean Queen

| Land/Region                  | Auszeichnungen für Musikverkäufe (Land/Region, Auszeichnung, Verkäufe) | Verkäufe  |
| ---------------------------- | ---------------------------------------------------------------------- | --------- |
| Kanada (MC)                  | Gold                                                                   | 50.000    |
| Vereinigte Staaten (RIAA)    | Gold                                                                   | 1.000.000 |
| Vereinigtes Königreich (BPI) | Platin                                                                 | 600.000   |
| Insgesamt                    | 2× Gold · 1× Platin ·                                                  | 1.650.000 |